# Free (band)
 For alternative betydninger, se Free. (Se også artikler, som begynder med Free)
Free var et  engelsk rockband, dannet i London i 1968, og  bedst kendt for 1970 singlen "All Right Now". Alligevel opstod der splittelse i 1971, og efter en kortvarig gendannelse opløstes gruppen i 1973, hvor den ledende vokalist Paul Rodgers dannede Bad Company sammen med trommeslageren Simon Kirke. Singleguitaristen Paul Kossoff døde af et kokainrelateret hjerteanfald som 25- årig i 1976, mens bassisten Andy Fraser grundlagde et band kaldet Sharks.
Free opnåede berømmelse for sensationelle liveoptrædender og nonstop turneer.  De tidlige studiealbums solgte dog kun beskedent, men efter frigivelsen af Fire and Water som inkluderede nr. 1 singlen "All Right Now", udbredtes deres ry og udgivelsen var bl.a. med til at sikre dem et sæt på Isle of Wight Festival 1970, hvor de spillede for 600,000 tilhørere. 
I begyndelsen af 1970’erne var Free en af de bedst sælgende britiske blues-rockgrupper Ved opløsningen i 1973 havde de solgt mere end 20 millioner albums på verdensplan og optrådt ved over 700 koncertoptrædener. "All Right Now" er noteret som en af de sange, der er spillet mere end en million gange i radioprogrammer; i år 2000 fik Rodgers en pris for sangens radiooptræden nr. 2 million  
Rolling Stone har omtalt Free som "Storbritanniens hard rock pionerer". Magasinet rangerede Rodgers som #55 på dets liste over de "100 bedste sangere gennem tiderne", mens Kossoff opnåede placeringen som #51 på den tilsvarende liste over "de 100 bedste guitarister gennem tiderne".
Free skrev kontrakt med  Island Records i Storbritannien og A&M Records i Nordamerika. De blev begge en del af  Universal Music Group i 1998; UMG kontrollerer nu på verdensplan Frees genudgivelser.

## Medlemmer
- Paul Rodgers – lead vocals, piano (1968–1971, 1972–1973)
- Paul Kossoff – guitar (1968–1971, 1972–1973)
- Andy Fraser – bas, piano (1968–1971, 1972)
- Simon Kirke – trommer (1968–1971, 1972–1973)
- John "Rabbit" Bundrick – keyboards (1972–1973)
- Tetsu Yamauchi – bas (1973)
- Wendell Richardson – guitar (1973)
- Leigh Webster – keyboards (1972)

Tidslinje

## Diskografi
1969 – Tons of Sobs

1969 – Free

1970 – Fire and Water

1970 – Highway

1971 – Free Live!

1972 – Free at Last

1973 – Heartbreaker

## Eksterne links
- Paul Rodgers official website Arkiveret 17. december 2020 hos  Wayback Machine
- Andy Fraser official website Arkiveret 5. april 2007 hos  Wayback Machine
- Simon Kirke official website Arkiveret 6. februar 2012 hos  Wayback Machine
- ARN Official Free Website Arkiveret 10. december 2020 hos  Wayback Machine
- Planet Mellotron album reviews Arkiveret 30. september 2011 hos  Wayback Machine